# Gabriele Zimmer
Pour les articles homonymes, voir Zimmer.
Gabriele Zimmer, souvent appelée Gabi Zimmer, née le 7 mai 1955 à Berlin-Est, est une femme politique allemande, membre du parti Die Linke. Elle a notamment été présidente fédérale du Parti du socialisme démocratique (PDS).

## Biographie

### Études et vie civile
Diplômée de l'Abitur en 1973, Gabriele Zimmer poursuit ses études en linguistique théorique et appliquée à l'université Karl-Marx de Leipzig, en français et en russe. Elle en sort avec le diplôme de traductrice-interprète.
Elle travaille au sein de l'entreprise d'État (Volkseigener Betrieb) Ernst Thälmann, une entreprise de construction de véhicules et d'armes de chasse à Suhl (1977-1985), est rédactrice du journal interne (1981-1987), et devient membre de la section du Parti socialiste unifié d'Allemagne (SED) de cette entreprise (1987).

### Carrière politique
Gabriele Zimmer est membre du Parti socialiste unifié d'Allemagne (SED) de 1981 à 1989.
Elle est élue au Landtag de Thuringe de 1990 à 2004 sous l'étiquette Parti du socialisme démocratique (PDS). Elle est présidente de la commission chargée de l'égalité hommes-femmes au Landtag de Thuringe (1990-1994), présidente du groupe PDS au Landtag de Thuringe (1999-2000) et membre du conseil d'arrondissement de Hildburghausen (depuis 2004).
Elle est présidente du PDS dans le land de Thuringe (1990-1998), puis vice-présidente fédérale (1997-2000) et enfin présidente fédérale du PDS (octobre 2000 - juin 2003), présidence à laquelle elle renonce à se représenter à la suite de l'échec du PDS aux élections fédérales allemandes de 2002 (il est sous la barre des 5 %). C'est Lothar Bisky qui lui succède. En 2007, comme les autres membres du PDS, elle rejoint le nouveau parti Die Linke né de la fusion du PDS et de la WASG.
En 2004, elle est élue une première fois députée européenne sous l'étiquette du PDS, et réélue en 2009 et en 2014 sous l'étiquette Die Linke. Elle siège au parlement européen au groupe Gauche unitaire européenne/Gauche verte nordique. Elle est membre de la commission de l'emploi et des affaires sociales et  et membre suppléante de la commission du développement.
Elle est présidente du groupe confédéral de la Gauche unitaire européenne/Gauche verte nordique de 2012 à 2019. Elle ne se présente pas aux élections européennes de 2019.